# Ефект на Майснер
Ефект на Майснер е явление, което характеризира поведението на ниско температурни свръхпроводници от първи тип при наличието на външно магнитно поле. Ефектът е постулиран от Майснер и Оксенфелд през 1933 година и се състои в това, че в свръхпроводник при температури по-ниски от критичната температура на прехода, магнитният поток е нула, т. е. свръхпроводникът се държи като идеален диамагнетик, неутрализирайки магнитния поток вътре в свръхпроводника. Когато даден материал премине от нормално към свръхпроводящо състояние, той активно изключва магнитните полета от вътрешността си. Обяснението е свързано с нулевата стойност на съпротивлението.

## Физическо обяснение
Когато свръхпроводникът се охлажда във външно постоянно магнитно поле, в момента на преминаване в свръхпроводящо състояние, магнитното поле е напълно изместено от неговия обем. Това качествено отличава свръхпроводника от „обикновения“ материал с висока проводимост. Ограничението за нулево магнитно поле вътре в свръхпроводник е различно от перфектния диамагнетизъм, който би възникнал от неговото нулево електрическо съпротивление. Нулевото съпротивление би означавало, че ако при опит да се намагнетизира свръхпроводник, ще се генерират токови вериги, които точно да отменят наложеното поле (правило на Ленц). Но ако материалът вече е имал стабилно магнитно поле през него, когато е бил охладен през свръхпроводящия преход, се очаква магнитното поле да остане. Ако нямаше промяна в приложеното магнитно поле, нямаше да има генерирано напрежение (закон на Фарадей), което да управлява токове, дори в перфектен проводник. Следователно активното изключване на магнитното поле трябва да се счита за ефект, различен от просто нулево съпротивление. Смесен ефект на Майснер възниква при материали от тип II.
Отсъствието на магнитно поле в обема на проводника позволява да се заключи от общите закони на магнитното поле, че в него съществува само повърхностен ток. Той е физически реален и заема тънък слой близо до повърхността. Например, в случай на топка, поставена във външно поле (фиг. 1), този ток ще се формира от носители на заряд, движещи се в близкия повърхностен слой по пръстеновидни траектории, разположени в равнини, ортогонални на равнината на фигурата и поле в безкрайност (радиусът на пръстените варира от радиуса на топката в средата до нула в горната и долната част).
Ролята на идеалната проводимост е, че възникващият повърхностен ток протича неразсейващо и неограничено - с ограничено съпротивление средата не би могла да реагира на прилагането на полето по този начин.
Магнитното поле на генерирания ток компенсира външното поле в дебелината на свръхпроводника (уместна е аналогия с екранирането на електрическото поле от заряда, индуциран върху металната повърхност). В това отношение свръхпроводникът формално се държи като идеален диамагнетик. Той обаче не е диамагнит, тъй като намагнитването вътре в него е нула. Физически за идеален диамагнетик би могло да се говори, ако при локален интензитет на магнитното поле {\displaystyle H\neq 0} се окаже, че плътността на магнитния поток (магнитната индукция) {\displaystyle B=0} поради нулевата магнитна проницаемост на средата {\displaystyle \mu }. Но в един свръхпроводник интензитетът на магнитното поле {\displaystyle H=0} и всички разсъждения за свойствата му като магнит губят смисъл.
Естеството на ефекта на Майснер е обяснено за първи път от братята Фриц и Хайнц Лондон с помощта на уравненията на Лондон. С тях те показват, че в свръхпроводник магнитното поле намалява експоненциално и прониква на фиксирана дълбочина от повърхността – лондоновска дълбочина на проникване на магнитното поле {\displaystyle \zeta }. Тя достига до около 20–40 nm. За метали {\displaystyle \zeta \sim 10} nm.

## „Ковчегът на Мохамед“
„Ковчегът на Мохамед“ е експеримент, демонстриращ ефекта на Майснер в свръхпроводниците . Според легендата ковчегът с тялото на пророка Мохамед e висял в пространството без никаква опора, така че този експеримент се нарича „Ковчегът на Мохамед“.

### Постановка на опита
Свръхпроводимостта съществува само при ниски температури (във високотемпературната керамика – при температури под 150 K), така че веществото се охлажда предварително, например с течен азот. След това магнитът се поставя върху повърхността на плосък свръхпроводник. Дори в полета, чиято магнитна индукция е 0,001 T, магнитът забележимо се измества нагоре с разстояние от порядъка на сантиметър. С увеличаване на полето до критичното, магнитът се издига все по-високо.

### Обяснение
Едно от свойствата на свръхпроводниците е изтласкването на магнитното поле от областта на свръхпроводящата фаза. Започвайки от неподвижния свръхпроводник, магнитът сам „плува“ и продължава да „плува“, докато външните условия не извадят свръхпроводника от свръхпроводящата фаза. В резултат на този ефект магнит, който се приближава до свръхпроводник, „вижда“ магнит със същата полярност и точно същия размер, което причинява левитация.